# Mata Amritanandamayi

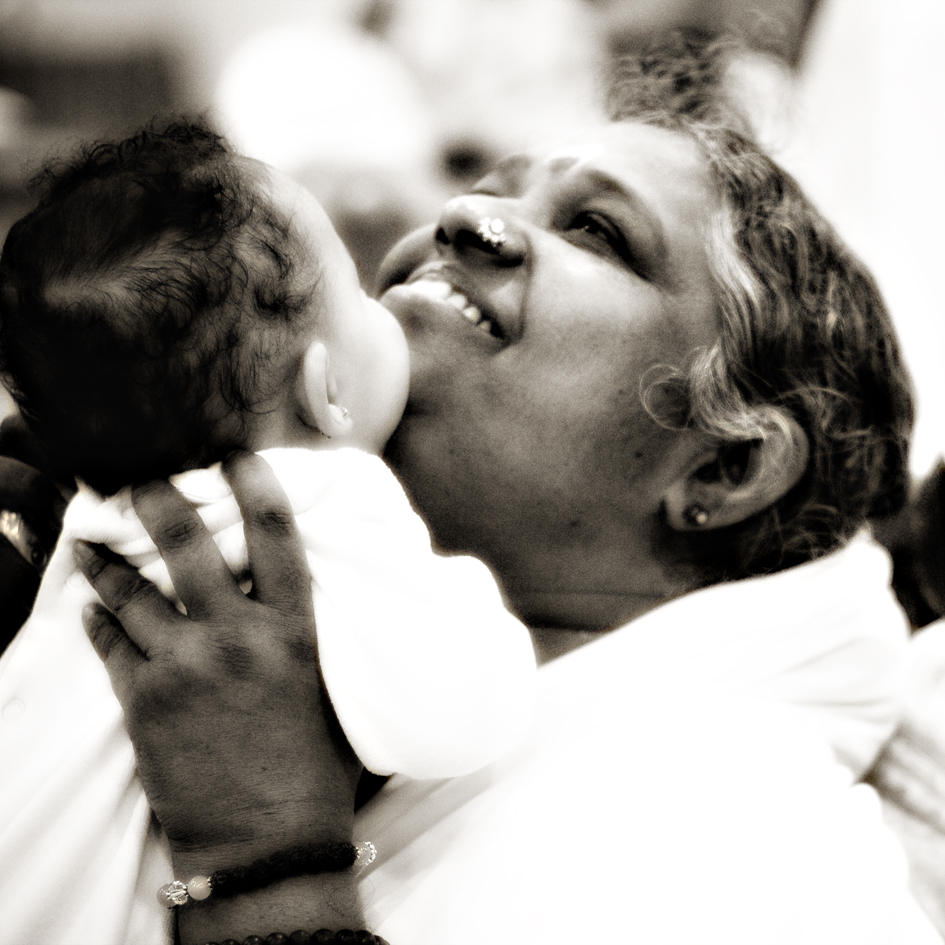
Ammaći „przytulająca święta” z Kerali

Mata Amritanandamayi (dewanagari: माता अमृतानन्दमयी, trl. Mātā Amṛtānandamayī Devī, trb. Mata Amrytanandamaji, malajalam: മാതാ അമൃതാനന്ദമയി) – indyjska guru i filantrop, zwana też Amma (Matka) i Ammaći (ang. Ammachi), mieszka w swoim aśramie Amritapuri w stanie Kerala. Jest zwana „przytulającą świętą”, ponieważ jej główna metoda uzdrawiania i przekazywania energii polega po prostu na przytuleniu.

## Dzieciństwo
Mata Amrytanandamaji urodziła się w małej wsi Parayakadavu (teraz częściowo znanej jako Amritapuri), blisko Kollamw Kerali 27 września 1953 Pochodzi z rodziny rybaków, kasty Arajan. Naukę ukończyła kiedy miała dziesięć lat; troszczyła się o młodsze rodzeństwo i zajmowała rodziną oraz pracami domowymi.

## Kariera i sława
Jej wielbiciele twierdzą, że miała wiele mistycznych doświadczeń jako dziecko. Od 1981 uczy duchowych aspirantów na całym świecie. Założyła ogólnoświatową organizację, Mata Amritanandamayi Mission Trust, w którym jest zaangażowanych wielu duchowych i osób zajmujących się działalnością charytatywną. Od najmłodszych lat podróżowała aby osiągnąć „uniwersalne macierzyństwo”. Posiada tytuł United Nations General Assembly.

## Darśan
Amrytanandamaji jest znana mediom świata jako „przytulająca święta”. Ofiaruje uścisk wszystkim, którzy do niej podchodzą; w Indiach zdarzało się jej uściskać ponad 50 000 ludzi w ciągu dnia, czasem siedząc przez ponad 20 godzin. Na świecie, uważa się, że Amrytanandamaji przytuliła ponad 30 milionów ludzi w ciągu ostatnich 30 lat.
„Darshan – The Embrace” – film oparty na życiu Amrytanandamaji został oficjalnie wybrany na pokaz podczas Cannes Film Festival w 2005 Jan Kounen, producent filmowy wygrywający nagrody (pochodzący z Holandii, mieszkający we Francji) wyreżyserował film. Manuel De La Roche z Francji, był producentem. Jan Kounen i jego zespół zaczęli kręcić film w 2003 podczas Amritavarsham50, obchodów pięćdziesiątych urodzin Amrytanandamaji w Koczinie. Zespół również podróżował z Amrytanandamaji podczas jej indyjskich i międzynarodowych objazdów, aby ukończyć film. Kounen powiedział o filmie, „kiedy po raz pierwszy podjąłem się zadania i zacząłem filmować myślałem, 'Amma jest dobrą osobą, robi dobrze rzeczy, dlatego mogę zrobić coś dobrego dla niej’. Ale kiedy kontynuowałem pracę, zrozumiałem: 'Nie, to ja otrzymuję dar'”.

## Matruvani
„Matruvani” to miesięcznik dotyczący duchowości w Indiach.
Jest publikowany w Amritapuri Ashram w indyjskich i europejskich językach. „Matruvani” został po raz pierwszy opublikowany w 1984. Czasopismo zostało przetłumaczone na angielski, malajalam, tamilski, kannada, telugu, marathi, gudźrati, bengali i hindi. European Matruvani (Europejskie Matruvani) jest publikowane po francusku, niemiecku, włosku, fińsku i hiszpańsku. Międzynarodowa wersja „Matruvani” znana jest jako „Immortal Bliss” („Nieśmiertelna Błogość”).

## Amritapuri
Amritapuri to główny aśram Amrytanandamaji (nazwa nawiązuje do nektaru amryty). Znajduje się w Parayakadavu, w dystrykcie Kollam, około 120 km na północ od stolicy stanu Kerala Thiruvananthapuram i 120 km na południe od Kochinu. Amritapuri to też nazwa, pod którą znane jest miejsce, w którym aśram się znajduje. W aśramie przebywa z nią stale kilkanaście tysięcy osób. Amma prowadzi zakrojoną na szeroką skalę pracę charytatywną, zwłaszcza po tsunami. Odbudowuje domy, opiekuje się sierotami.
Jej aśram stojący tuż przy brzegu morza został zalany przez fale, jednak nikt w nim nie ucierpiał.
Amritapuri to także jedno z miejsc, gdzie znajduje się Amrita Vishwa Vidyapeetham.

## Działalność humanitarna
Strona internetowa organizacji Mata Amritanandamayi Math opisuje różnorodne charytatywne i humanitarne projekty podjęte przez organizację. Przykłady to program wybudowania 100 000 domów dla biednych, szpitali, sierocińców, hospicjów, schronisk dla kobiet, wypłaty dla wdów, ośrodków pomocy społecznej, domów starców, klinik okulistycznych i ośrodków terapii mowy. Wiele ośrodków Ammy w USA prowadzi programy typu ‘Mother’s Kitchen’ (‘Kuchnia Matki’), czy Vegetarian soup-kitchens („Kuchnie z wegetariańskimi zupami”), gdzie chętni przygotowują i podają posiłki dla ubogich.
Organizacja Mata Amritanandamayi Math prowadzi 33 szkoły, 12 mandirów, jeden specjalistyczny szpital w Koczinie, żywi tysiące osób dzięki dużej kuchni, co roku daje pensję 15 000 wdów, co roku buduje 25 000 domów dla bezdomnych i posiada 35 ośrodków opieki społecznej na całym świecie, które rozpowszechniają jej przesłanie duchowe.
Mata Amritanandamayi Math przesłała miliard rupii (23 miliony dolarów) aby pomóc ofiarom tsunami z 2004. Praca charytatywna odbywa się w Kerali, Tamil Nadu, Pondicherry, Andamanach i Nikobarach i na Sri Lance.
We wrześniu 2005, Mata Amritanandamayi Math przesłał $1 000 000 dla Fundację Bush-Clinton na rzecz pomoc ofiarom Huraganu Katrina. Wysłała też zespół ludzi do USA po sztormie, aby ocenił jakiej konkretnie pomocy potrzebują ofiary.
W październiku 2005 tysiące ręczników zostało wysłanych i rozdanych osobom, które przeżyły trzęsienie ziemi w Kaszmirze i Pakistanie.

### Osiągnięcia
- 1993, Chicago: przemowa w Parliament of the World’s Religions 100 Rocznica
- 1995, New York: orędzie na Interfaith Celebrations w 50 Rocznicę UN
- 2000, New York: mowa przewodnia na Millennium Peace Summit, UN General Assembly
- 2002, Genewa: mowa przewodnia na Global Peace Initiative of Women miting inauguracyjny na UN w Genewie
- 2002, Genewa: Gandhi-King Award for Non-Violence od The World Movement for Non-Violence na UN, siedziba główna
- 2004, Barcelona, Parlament World Religions
- 2006, New York, James Parks Morton Interfaith. nagroda[14]